# Utu
Utu (akadyjski Szamasz) – w mitologii mezopotamskiej bóg słońca, syn Nanny i bogini Ningal oraz bliźniaczy brat Inanny. Jego żoną była Szerida (akadyjska Aja). Główne świątynie Utu, zwane E-babbar („Biały Dom”), znajdowały się w Sippar i w Larsie. 
Był uważany za boga słońca, który od świtu do zmierzchu odbywa podróż po nieboskłonie. Ponieważ podczas swojej wędrówki widzi wszystko co dzieje się na ziemi, zaczął być uważany za boga sprawiedliwości, prawdy oraz prawa. Był sędzią na ziemi i w niebie (na szczycie steli Kodeksu Hammurabiego jest przedstawiony jako bóg-prawodawca, przekazujący prawa Hammurabiemu).
Jego symbolem była tarcza słoneczna, atrybutem piła, a zwierzęciem koń. Czczony był również w Fenicji.